# Loukás Karliáftis
Loukás Karliáftis (en grec Λουκάς Καρλιάφτης), alias Kóstas Kastrítis (en grec Κώστας Καστρίτης), né en 1905, et décédé le 25 octobre 2003 à Athènes, est un militant communiste grec.

## Biographie
Au lendemain de la Première Guerre mondiale, enthousiasmé par la Révolution russe, Loukás Karliáftis est de ceux qui rejoignent le mouvement communiste grec. En 1921, à l'âge de 16 ans, il adhère au jeune Parti socialiste travailliste de Grèce, qui devient le Parti communiste de Grèce (KKE). Il suit ensuite rapidement la tendance dite « archéomarxiste », qui quitte le KKE pour se rapprocher de l'Opposition de gauche soviétique. Quelques années plus tard, lorsque la majorité des archéomarxistes s'éloigne de Léon Trotski, Loukás Karliáftis rejoint le groupe formé autour de Pantelís Pouliópoulos.
Au milieu des années 1930, la Grèce entre dans une période de bouleversements : mobilisation ouvrière de l'année 1936, dictature du général Métaxas de 1936 à 1941, occupation allemande de 1941 à 1944, guerre civile de 1946 à 1949. Loukás Karliáftis, qui a passé plusieurs années dans un camp de concentration en Grèce, survit à l'hécatombe qui décime le mouvement trotskiste grec (dans une brochure qu'il dédie par la suite à ses camarades, Karliáftis recense plus de 150 victimes des fascistes - comme Pouliópoulos - et des staliniens durant cette période parmi les rangs trotskistes).
Il cherche ensuite à recréer une organisation unifiée ; mais, dans les années qui suivent, le mouvement trotskiste se divise et Loukás reste dès lors dans un tout petit groupe, le KDKE, et continue à publier un petit journal, L'Internationaliste, jusqu'à ce que la maladie l'en empêche.